# Mutycziw
Mutycziw (ukr. Мутичів) – wieś na Ukrainie, w obwodzie czernihowskim, w rejonie czernihowskim, w hromadzie Ripky. W 2001 liczyła 176 mieszkańców.